# Gazeevita
La gazeevita és un mineral de la classe dels silicats que pertany al grup de la zadovita. Rep el nom honor del doctor Viktor Magalimovich Gazeev (n. 1954), membre del personal investigador de l'Institut de Geologia dels dipòsits de mineral, petrografia, mineralogia i geoquímica de l'Acadèmia Russa de Ciències, Moscou i del Centre Científic Vladikavkaz de l'Acadèmia Russa. És el descobridor de xenòlits únics a la caldera superior de Chegem (Gazeev et al., 2006), on es van descobrir més de 20 noves espècies minerals.

## Característiques
La gazeevita és un nesosilicat de fórmula química BaCa₆(SiO₄)₂(SO₄)₂O. Va ser aprovada com a espècie vàlida per l'Associació Mineralògica Internacional l'any 2015, sent publicada per primera vegada el 2017. Cristal·litza en el sistema trigonal. La seva duresa a l'escala de Mohs és 4,5. És un dels pocs minerals sulfat-silicat de Ba-Ca, especialment similar a la dargaïta i semblant també a la wenkita.
Les mostres que van servir per a determinar l'espècie, el que es coneix com a material tipus, es troben conservades a les col·leccions mineralògiques del Museu d'Història Natural de Berna (Suïssa), amb el número de catàleg: 43125, i al Museu Mineralògic Fersmann, de l'Acadèmia de Ciències de Rússia, a Moscou (Rússia).

## Formació i jaciments
Va ser descrita a partir dels exemplars recollits a quatre indrets diferents: el mont Parsa, a Tamar (Israel); Nahal Darga, a la Governació de Betlem (Cisjordània, Palestina); Jebel Harmun, a la Governació de Jerusalem, també a Cisjordània; i al volcà Shadil-Khokh, situat al Gran Caucas (Ossètia del Sud). Aquests quatre indrets són, a més, els únics a tot el planeta on ha estat descrita aquesta espècie mineral.